# Glen Almond

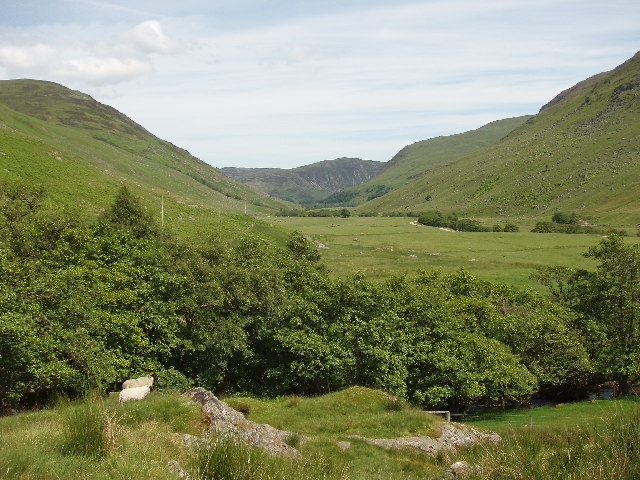
Blick ins Tal

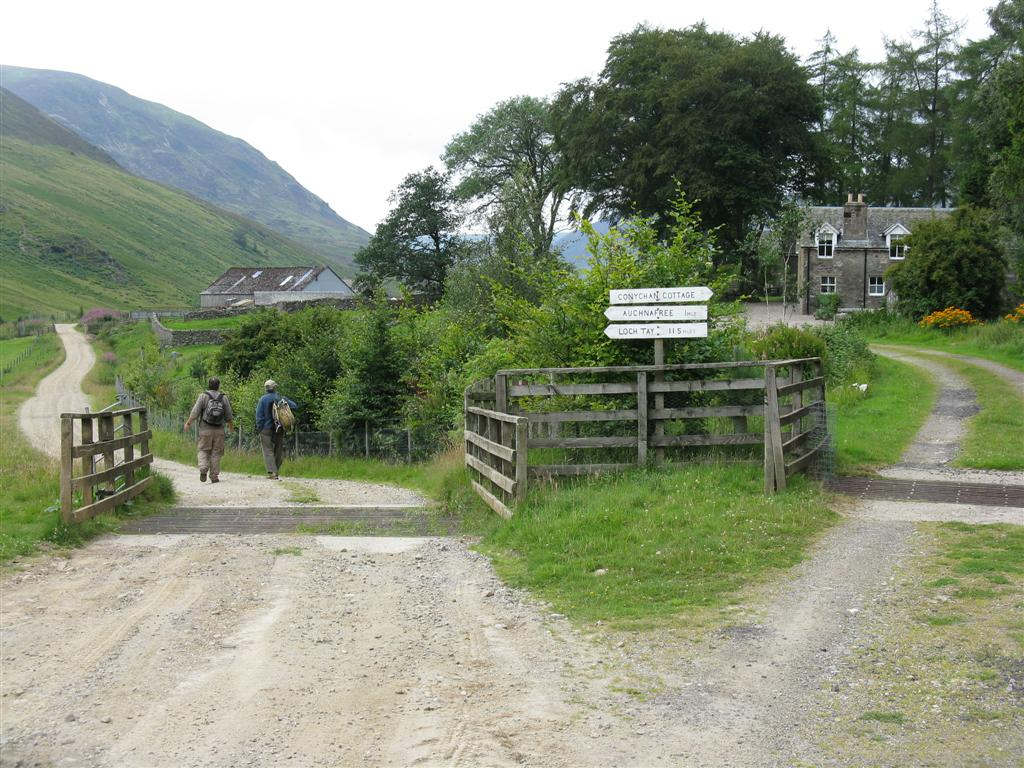
Wanderer bei Conichan

Glen Almond (alternative Schreibweise: Glenalmond) ist ein Tal in der Region Perth and Kinross im Norden von Schottland. Vom Fluss Almond gebildet, reicht es von dessen Quelle im Nordwesten, die sich in den Bergen südlich des Sees Loch Tay befindet, bis zur Mündung in den Tay im Südosten. Einen kurzen Zwischenabschnitt, in dem es deutlich schmäler ist, bildet das Sma’ Glen.
Im obersten Abschnitt gibt es kaum Bewohner. Zu den wenigen Ausnahmen zählen diejenigen von Auchnafree, Conichan und Dunan. Hier findet sich lediglich eine schmale Straße, die oftmals von Wanderern benutzt wird, um zum, am See gelegenen Ort Ardtalnaig zu gelangen. Im Sma’ Glen stößt, von Norden über einen Pass, die A822 hinzu. Sie kommt von Dunkeld und führt weiter nach Crieff. 
Im untersten Abschnitt, auch Strath Almond genannt, bis zur Mündung, wird das Tal wieder deutlich breiter. Hier beginnt der Fluss zu mäandrieren. Es wird zumeist Landwirtschaft betrieben, außerdem steht am Südufer, leicht erhöht, das Glenalmond College. Die Orte werden zahlreicher, sind aber ebenfalls klein. Zu nennen wären Chapelhill, Harrietfield und Buchanty. Die hier, zunächst auf der Südseite, nach Querung des Flusses an der Bridge of Buchanty auf der Nordseite verlaufende B8083, führt weiter nach Luncarty am Tay.
Der unterste Ort, der zum Tal gerechnet wird, ist Almondbank.